# Straight from the Heart
Straight from the Heart is een nummer van de Canadese muzikant Bryan Adams uit 1983. Het is de eerste single vierde van zijn derde studioalbum Cuts Like a Knife.
"Straight from the Heart" is een ballad waarin de liedverteller zijn liefde verklaart aan zijn vriendin. Adams schreef het nummer al op 18-jarige leeftijd, maar bracht het pas zes jaar later uit. Het nummer betekende de internationale doorbraak voor Adams, in zijn thuisland Canada bereikte de plaat de 20e positie. In het Nederlandse taalgebied deed het nummer niets in de hitlijsten.

## Tracklijst
- 7"

1. "Straight from the Heart" - 3:30
2. "One Good Reason" - 4:25